# Vincent Poupard
Pour les articles homonymes, voir Poupard.
Vincent Poupard (1er janvier 1729 à Levroux - 19 mars 1796 à Paris), ex-constituant, était curé de Sancerre et historien.

## Biographie
Vincent Poupard entre dans les ordres en 1754 et devient vicaire de la paroisse Saint-Bonnet à Bourges. Occupé de recherches historiques, il concourt en 1762 pour le prix proposé par l'Académie des inscriptions et belles-lettres sur la question : « Déterminer l'étendue de la navigation et du commerce des Égyptiens sous les Ptolémées ». Il obtient un accessit. Nommé curé de Sancerre en 1777, il est l'auteur d'une Histoire de Sancerre. 
Lorsque les États généraux sont convoqués, il est élu, le 27 mars 1789, député du clergé aux États-Généraux pour le bailliage de Bourges. C'est la surprise, car si l'archevêque de Bourges est élu, Poupard et les deux autres appartiennent au bas-clergé ce qui provoque une grave crise, car la défaite des chanoines et celle des autres dignitaires de l'Église passe très mal. Certains très fâchés, vont en parler au roi.  
Ayant adopté les idées de la Révolution française, il se réunit aux tiers état et prête le serment civique mais refuse la fonction d'évêque constitutionnel du département du Cher. 
Dès lors, il se tient à l'écart de la politique. Retiré à Levroux (Indre), il s'occupe à y prodiguer les principes de la religion et du patriotisme. Comme Gerson, il sonne aux devoirs du chrétien et du citoyen, l'esprit et le cœur d'une foule de jeunes gens.